# East Blackdene
East Blackdene – osada w Anglii, w hrabstwie Durham. Leży 40 km na zachód od miasta Durham i 385 km na północ od Londynu.